# Муркмели
Муркмели (груз. მურყმელი) — село в Грузии, на территории Местийского муниципалитета края (мхаре) Самегрело-Верхняя Сванетия.

## География
Село находится в северо-западной части Грузии, на правом берегу реки Ингури, на расстоянии приблизительно 26 километров (по прямой) к юго-востоку от посёлка городского типа Местиа, административного центра муниципалитета. Абсолютная высота — 2054 метра над уровнем моря.

## Население
По результатам официальной переписи населения 2014 года в Муркмели проживало 38 человек (17 мужчин и 21 женщина). В национальной структуре населения грузины составляли 100 %.
| Год  | Население, человек |
| ---- | ------------------ |
| 2002 | 32                 |
| 2014 | ↗ 38               |